# Sant Joan Baptista de Novelda
L'església Parroquial de Sant Joan Baptista de Novelda (Vinalopó Mitjà, País Valencià) és un temple catòlic d'estil barroc que data del segle xviii.

## Descripció
És un temple de planta de creu llatina, amb una nau principal i dos laterals. La seua volta és de canó seguit amb cúpula semiesfèrica. Col·locada la primera pedra el 19 d'abril de 1751, segons Pascual Madoz, la seua construcció, encara que senzilla, és molt sòlida per ser tota de pedra picada, excepte les voltes. Compta amb dues torres (una d'elles inacabada).
La porta que dona entrada per la capella de la Mare de Déu del Remei presenta al seu exterior dues columnes que sostenen una cornisa i, sobre aquestes, altres dues que serveixen d'adorn a un nínxol ocupat per la imatge de la Mare de Déu del Remei, que és de pedra.
La nau principal es troba sostinguda per deu pilastres quadrades de pedra picada que rematen amb capitells d'ordre compost i comprén quatre altars per costat. Darrere de l'altar major, està el cor, el carreu del qual és d'anouer. Als quatre angles del creuer, es troben els quatre evangelistes tallats en la mateixa pedra.
Una de les joies de l'Església Parroquial és l'orgue barroc del segle xviii, amb un pedal de 27 notes i dos registres en ventall. Construït en 1771, tenia una consola que mirava cap al creuer i l'instrument mecànic va ser obra de Pedro Palop.